# Elaea gestroi gestroi
Elaea gestroi gestroi es una subespecie de mantis de la familia Mantidae.

## Distribución geográfica
Se encuentra en Egipto, Etiopía, Libia, Marruecos y Somalia.